# فرقة القوات المسلحة الإماراتية
فرقة القوات المسلحة لدولة الإمارات العربية المتحدة هي الوحدة الموسيقية الرسمية لـ القوات المسلحة الإماراتية. منذ عام 1991، أصبح تحت القيادة المباشرة لهيئة الأركان العامة للقوات المسلحة، بدلاً من جيش الإمارات العربية المتحدة. وهي حاليًا الفرقة العسكرية الأولى في الإمارات العربية المتحدة، وتتكون من فرقة موسيقية، وفرقة مزمار، وجميعها مقرها في أبو ظبي. وهي حاليا تحت قيادة النقيب عبد الله عبد الكريم الهوتي. يتكون الزي الرسمي للفرقة من سترة حمراء زاهية وسروال أبيض. شاركت الفرقة في العديد من الفعاليات الدولية في مدن مثل كولونيا، كوالالمبور، ونيودلهي. وعندما تكون داخل الدولة، عادة ما ترافق الفرقة الحرس الرئاسي الإماراتي في الاحتفالات الرسمية مثل زيارة الزعماء الأجانب (أي فلاديمير بوتين، شي جين بينغ، البابا فرانسيس).

## التاريخ
تأسست أول فرقة موسيقية عام 1957 تحت اسم "جوقة ساحل عمان". إنشأت عام 1970 تحت اسم فرقة قوة دفاع أبوظبي. وكان مقرها في العين وكانت جزءا من مركز تدريب الأحرار. أعيدت تسميتها عام 1975 إلى "وحدة الموسيقى العسكرية" وأعيد تسميتها مرة أخرى عام 1980 بعد اندماجها مع فرقة اللواء الثالث اليرموك. فك ارتباطها بالجيش الإماراتي في عام 1991 وأصبحت وحدة مستقلة تابعة للقيادة العامة للقوات المسلحة. وفي عام 1994 عدل التشكيل ليصبح مجموعة موسيقى عسكرية وارتبطت بمديرية التوجيه المعنوي.

## الأحداث الخارجية والمحلية
- في عام 2013 شاركت الفرقة في وشم برلين.[4]
- شاركت في مهرجان كوالالمبور الدولي للموسيقى العسكرية[5][6]
- شاركت الفرقة في فرق موسيقية مثل فرقة الأركان العامة للقوات المسلحة الأرمينية وفرقة شرطة أبوظبي.[7][8]